# Danh sách loài Sphingidae
Đây là danh sách các loài bướm đêm thuộc họ Sphingidae. Có khoảng 1.288 loài được liệt kê, được phân thành 3 phân họ:
1. Phân họ Macroglossinae
2. Phân họ Smerinthinae
3. Phân họ Sphinginae

## MacroglossinaeSpecies

### GenusAcosmerycoides
- Acosmerycoides harterti

### GenusAcosmeryx
- Acosmeryx anceus
- Acosmeryx castanea
- Acosmeryx formosana
- Acosmeryx hoenei
- Acosmeryx miskini
- Acosmeryx naga
- Acosmeryx omissa
- Acosmeryx pseudomissa
- Acosmeryx rebeccae
- Acosmeryx sericeus
- Acosmeryx shervillii
- Acosmeryx sinjaevi
- Acosmeryx socrates
- Acosmeryx yunnanfuana

### GenusAellopos
- Aellopos ceculus
- Aellopos blaini
- Aellopos ceculus
- Aellopos clavipes
- Aellopos fadus
- Aellopos tantalus
- Aellopos titan

### GenusAleuron
- Aleuron carinata
- Aleuron chloroptera
- Aleuron cymographum
- Aleuron iphis
- Aleuron neglectum
- Aleuron prominens
- Aleuron ypanemae

### GenusAmpelophaga
- Ampelophaga dolichoides
- Ampelophaga khasiana
- Ampelophaga rubiginosa
- Ampelophaga thomasi

### GenusAmphion
- Amphion floridensis

### GenusAngonyx
- Angonyx boisduvali
- Angonyx excellens
- Angonyx meeki
- Angonyx papuana
- Angonyx testacea

### GenusAntinephele
- Antinephele achlora
- Antinephele anomala
- Antinephele camerunensis
- Antinephele efulani
- Antinephele lunulata
- Antinephele maculifera
- Antinephele marcida
- Antinephele muscosa

### GenusArctonotus
- Arctonotus lucidus

### GenusAtemnora
- Atemnora westermannii

### GenusBaniwa
- Baniwa yavitensis

### GenusBarbourion
- Barbourion lemaii

### GenusBasiothia
- Basiothia aureata
- Basiothia charis
- Basiothia laticornis
- Basiothia medea
- Basiothia schenki

### GenusCallionima
- Callionima acuta
- Callionima calliomenae
- Callionima denticulata
- Callionima falcifera
- Callionima gracilis
- Callionima grisescens
- Callionima inuus
- Callionima pan
- Callionima parce
- Callionima ramsdeni

### GenusCautethia
- Cautethia exuma
- Cautethia grotei
- Cautethia noctuiformis
- Cautethia simitia
- Cautethia spuria
- Cautethia yucatanav

### GenusCechenena
- Cechenena aegrota
- Cechenena helops
- Cechenena lineosa
- Cechenena minor
- Cechenena mirabilis
- Cechenena pollux
- Cechenena scotti
- Cechenena subangustata
- Cechenena transpacifica

### GenusCentrocten
- Centroctena imitans
- Centroctena rutherfordi

### GenusCephonodes
- Cephonodes apus
- Cephonodes armatus
- Cephonodes banksi
- Cephonodes hylas
- Cephonodes janus
- Cephonodes kingii
- Cephonodes leucogaster
- Cephonodes lifuensis
- Cephonodes novebudensis
- Cephonodes picus
- Cephonodes rothschildi
- Cephonodes rufescens
- Cephonodes tamsi
- Cephonodes titan
- Cephonodes trochilus
- Cephonodes woodfordii
- Cephonodes xanthus

### GenusChaerocina
- Chaerocina dohertyi
- Chaerocina ellisoni
- Chaerocina jordani

### GenusCizara
- Cizara ardeniae
- Cizara sculpta

### GenusClarina
- Clarina kotschyi
- Clarina syriaca

### GenusDahira
- Dahira rubiginosa

### GenusDaphnis
- Daphnis dohertyi
- Daphnis hayesi
- Daphnis hypothous
- Daphnis layardii
- Daphnis minima
- Daphnis nerii
- Daphnis placida
- Daphnis protrudens
- Daphnis torenia
- Daphnis vriesi

### GenusDarapsa
- Darapsa choerilus
- Darapsa myron)
- Darapsa versicolor

### GenusDeidamia
- Deidamia inscriptum

### GenusDeilephila
- Deilephila askoldensis
- Deilephila elpenor
- Deilephila porcellus
- Deilephila rivularis

### GenusElibia
- Elibia dolichus
- Elibia linigera

### GenusEnpinanga
- Enpinanga assamensis
- Enpinanga borneensis
- Enpinanga vigens

### GenusEnyo
- Enyo bathus
- Enyo boisduvali
- Enyo cavifer
- Enyo gorgon
- Enyo latipennis
- Enyo lugubris
- Enyo ocypete
- Enyo taedium

### GenusErinnyis
- Erinnyis alope
- Erinnyis crameri
- Erinnyis domingonis
- Erinnyis ello
- Erinnyis guttalaris
- Erinnyis impunctata
- Erinnyis lassauxii
- Erinnyis obscura
- Erinnyis oenotrus
- Erinnyis pallida
- Erinnyis stheno
- Erinnyis yucatana

### GenusEuchloron
- Euchloron megaera

### GenusEumorpha
- Eumorpha achemon
- Eumorpha adamsi
- Eumorpha analis
- Eumorpha anchemolus
- Eumorpha capronnieri
- Eumorpha cissi
- Eumorpha drucei
- Eumorpha elisa
- Eumorpha fasciatus
- Eumorpha intermedia
- Eumorpha labruscae
- Eumorpha megaeacus
- Eumorpha mirificatus
- Eumorpha neubergeri
- Eumorpha obliquus
- Eumorpha pandorus
- Eumorpha phorbas
- Eumorpha satellitia
- Eumorpha strenua
- Eumorpha translineatus
- Eumorpha triangulum
- Eumorpha typhon
- Eumorpha vitis

### GenusEupanacra
- Eupanacra angulata
- Eupanacra automedon
- Eupanacra busiris
- Eupanacra cadioui
- Eupanacra elegantulus
- Eupanacra greetae
- Eupanacra harmani
- Eupanacra hollowayi
- Eupanacra malayana
- Eupanacra metallica
- Eupanacra micholitzi
- Eupanacra mydon
- Eupanacra perfecta
- Eupanacra poulardi
- Eupanacra psaltria
- Eupanacra pulchella
- Eupanacra radians
- Eupanacra regularis
- Eupanacra sinuata
- Eupanacra splendens
- Eupanacra tiridates
- Eupanacra treadawayi
- Eupanacra variolosa

### GenusEuproserpinus
- Euproserpinus euterpe
- Euproserpinus phaeton
- Euproserpinus wiesti

### GenusEupyrrhoglossum
- Eupyrrhoglossum corvus
- Eupyrrhoglossum sagra
- Eupyrrhoglossum ventustum

### GenusEurypteryx
- Eurypteryx alleni
- Eurypteryx bhaga
- Eurypteryx falcata
- Eurypteryx geoffreyi
- Eurypteryx molucca
- Eurypteryx obtruncata
- Eurypteryx shelfordi

### GenusGehlenia
- Gehlenia bruno
- Gehlenia falcata
- Gehlenia obliquifascia
- Gehlenia pinratanai
- Gehlenia taiwana

### GenusGiganteopalpus
- Giganteopalpus mirabilis

### GenusGnathothlibus
- Gnathothlibus brendelli
- Gnathothlibus dabrera
- Gnathothlibus erotus
- Gnathothlibus heliodes
- Gnathothlibus meeki

### GenusGriseosphinx
- Griseosphinx marchandi
- Griseosphinx preechari

### GenusHayesiana
- Hayesiana farintaenia
- Hayesiana triopus

### GenusHemaris
- Hemaris affinis
- Hemaris aksana
- Hemaris beresowskii
- Hemaris croatica
- Hemaris dentata
- Hemaris diffinis
- Hemaris ducalis
- Hemaris fuciformis
- Hemaris gracilis
- Hemaris ottonis
- Hemaris radians
- Hemaris rubra
- Hemaris saundersii
- Hemaris senta
- Hemaris staudingeri
- Hemaris syra
- Hemaris thysbe
- Hemaris tityus
- Hemaris venata

### GenusHemeroplanes
- Hemeroplanes diffusa
- Hemeroplanes longistriga
- Hemeroplanes ornatus
- Hemeroplanes triptolemus

### GenusHimantoides
- Himantoides undata

### GenusHippotion
- Hippotion aporodes
- Hippotion aurora
- Hippotion balsaminae
- Hippotion batschii
- Hippotion boerhaviae
- Hippotion brennus
- Hippotion brunnea
- Hippotion butleri
- Hippotion celerio
- Hippotion chauchowensis
- Hippotion chloris
- Hippotion commatum
- Hippotion dexippus
- Hippotion echeclus
- Hippotion eson
- Hippotion geryon
- Hippotion griveaudi
- Hippotion hateleyi
- Hippotion irregularis
- Hippotion isis
- Hippotion joiceyi
- Hippotion leucocephalus
- Hippotion moorei
- Hippotion osiris
- Hippotion paukstadti
- Hippotion pentagramma
- Hippotion psammochroma
- Hippotion rafflesii
- Hippotion rebeli
- Hippotion rosae
- Hippotion roseipennis
- Hippotion rosetta
- Hippotion saclavorum
- Hippotion scrofa
- Hippotion socotrensis
- Hippotion stigma
- Hippotion talboti
- Hippotion velox

### GenusHyles
- Hyles annei
- Hyles apocyni
- Hyles biguttata
- Hyles calida
- Hyles centralasiae
- Hyles chamyla
- Hyles chuvilini
- Hyles costata
- Hyles cretica
- Hyles dahlii
- Hyles euphorbiae
- Hyles euphorbiarum
- Hyles gallii
- Hyles hippophaes
- Hyles lineata
- Hyles livornica
- Hyles livornicoides
- Hyles nervosa
- Hyles nicaea
- Hyles perkinsi
- Hyles robertsi
- Hyles salangensis
- Hyles sammuti
- Hyles siehei
- Hyles stroehlei
- Hyles tithymali
- Hyles vespertilio
- Hyles wilsoni
- Hyles zygophylli

### GenusHypaedalea
- Hypaedalea butleri
- Hypaedalea insignis
- Hypaedalea lobipennis
- Hypaedalea neglecta

### GenusIsognathus
- Isognathus allamandae
- Isognathus australis
- Isognathus caricae
- Isognathus excelsior
- Isognathus leachii
- Isognathus menechus
- Isognathus mossi
- Isognathus occidentalis
- Isognathus rimosa
- Isognathus scyron
- Isognathus swainsonii

### GenusKloneus
- Kloneus babayaga

### GenusLepchina
- Lepchina tridens

### GenusLeucostrophus
- Leucostrophus alterhirundo
- Leucostrophus commasiae

### GenusMaassenia
- Maassenia distincta
- Maassenia heydeni

### GenusMacroglossum
- Macroglossum adustum
- Macroglossum aesalon
- Macroglossum affictitia
- Macroglossum albigutta
- Macroglossum albolineata
- Macroglossum alcedo
- Macroglossum alluaudi
- Macroglossum amoenum
- Macroglossum aquila
- Macroglossum arimasi
- Macroglossum assimilis
- Macroglossum augarra
- Macroglossum avicula
- Macroglossum belis
- Macroglossum bifasciata
- Macroglossum bombylans
- Macroglossum buini
- Macroglossum buruensis
- Macroglossum caldum
- Macroglossum calescens
- Macroglossum castaneum
- Macroglossum clemensi
- Macroglossum corythus
- Macroglossum dohertyi
- Macroglossum eichhorni
- Macroglossum faro
- Macroglossum fritzei
- Macroglossum fruhstorferi
- Macroglossum glaucoptera
- Macroglossum godeffroyi
- Macroglossum gyrans
- Macroglossum haslami
- Macroglossum heliophila
- Macroglossum hemichroma
- Macroglossum hirundo
- Macroglossum insipida
- Macroglossum jani
- Macroglossum joannisi
- Macroglossum kitchingi
- Macroglossum lepidum
- Macroglossum limata
- Macroglossum marquesanum
- Macroglossum mediovitta
- Macroglossum meeki
- Macroglossum melas
- Macroglossum micacea
- Macroglossum milvus
- Macroglossum mitchellii
- Macroglossum moecki
- Macroglossum multifascia
- Macroglossum nemesis
- Macroglossum neotroglodytus
- Macroglossum nigellum
- Macroglossum nubilum
- Macroglossum nycteris
- Macroglossum pachycerus
- Macroglossum particolor
- Macroglossum passalus
- Macroglossum phocinum
- Macroglossum poecilum
- Macroglossum prometheus
- Macroglossum pyrrhosticta
- Macroglossum rectans
- Macroglossum regulus
- Macroglossum reithi
- Macroglossum saga
- Macroglossum schnitzleri
- Macroglossum semifasciata
- Macroglossum sitiene
- Macroglossum soror
- Macroglossum spilonotum
- Macroglossum stellatarum
- Macroglossum stevensi
- Macroglossum stigma
- Macroglossum sylvia
- Macroglossum tenebrosa
- Macroglossum tenimberi
- Macroglossum trochilus
- Macroglossum ungues
- Macroglossum vacillans
- Macroglossum vadenberghiv
- Macroglossum variegatumv
- Macroglossum vicinum
- Macroglossum vidua

### GenusMadoryx
- Madoryx bubastus
- Madoryx oiclus
- Madoryx plutonius
- Madoryx pseudothyreus

### GenusMicracosmeryx
- Micracosmeryx chaochauensis

### GenusMicrosphinx
- Microsphinx pumilum

### GenusNeogurelca
- Neogurelca himachala
- Neogurelca hyas
- Neogurelca masuriensis
- Neogurelca montana
- Neogurelca mulleri
- Neogurelca sonorensis

### GenusNephele
- Nephele accentifera
- Nephele aequivalens
- Nephele argentifera
- Nephele bipartita
- Nephele comma
- Nephele comoroana
- Nephele densoiv
- Nephele discifera
- Nephele funebris
- Nephele hespera
- Nephele joiceyi
- Nephele lannini
- Nephele leighi
- Nephele maculosa
- Nephele monostigma
- Nephele oenopion
- Nephele peneus
- Nephele rectangulata
- Nephele rosae Butler
- Nephele subvaria
- Nephele vau
- Nephele xylina

### GenusNyceryx
- Nyceryx alophus
- Nyceryx coffaeae
- Nyceryx continua
- Nyceryx draudti
- Nyceryx ericea
- Nyceryx eximia
- Nyceryx fernandezi
- Nyceryx furtadoi
- Nyceryx hyposticta
- Nyceryx lunaris
- Nyceryx magna
- Nyceryx maxwelli
- Nyceryx nephus
- Nyceryx nictitans
- Nyceryx riscus
- Nyceryx stuarti
- Nyceryx tacita

### GenusOdontosida
- Odontosida magnificum
- Odontosida pusillus

### GenusOryba
- Oryba achemenides
- Oryba kadeni

### GenusPachygonidia
- Pachygonidia caliginosa
- Pachygonidia drucei
- Pachygonidia hopfferi
- Pachygonidia martini
- Pachygonidia mielkei
- Pachygonidia ribbei
- Pachygonidia subhamata

### GenusPachylia
- Pachylia darceta
- Pachylia ficus
- Pachylia syces

### GenusPachylioides
- Pachylioides resumens

### GenusPergesa
- Pergesa acteus

### GenusPerigonia
- Perigonia caryae
- Perigonia divisa
- Perigonia glaucescens
- Perigonia grisea
- Perigonia ilus
- Perigonia jamaicensis
- Perigonia lefebvraei
- Perigonia leucopus
- Perigonia lusca
- Perigonia manni
- Perigonia pallida
- Perigonia passerina
- Perigonia pittieri
- Perigonia stulta
- Perigonia thayeri

### GenusPhanoxyla
- Phanoxyla hystrix

### GenusPhilodila
- Philodila astyanor

### GenusPhryxus
- Phryxus caicus

### GenusProserpinus
- Proserpinus clarkiae
- Proserpinus flavofasciata
- Proserpinus gaurae
- Proserpinus juanita
- Proserpinus proserpina
- Proserpinus terlooii
- Proserpinus vega

### GenusProtaleuron
- Protaleuron rhodogaster

### GenusPseudenyo
- Pseudenyo benitensis

### GenusPseudosphinx
- Pseudosphinx tetrio

### GenusRethera
- Rethera afghanistana
- Rethera amseli
- Rethera brandti
- Rethera komarovi

### GenusRhagastis
- Rhagastis acuta
- Rhagastis albomarginatus
- Rhagastis binoculata
- Rhagastis castor
- Rhagastis confusa
- Rhagastis gloriosa
- Rhagastis hayesi
- Rhagastis lambertoni
- Rhagastis lunata
- Rhagastis mongoliana
- Rhagastis olivacea
- Rhagastis rubetra
- Rhagastis trilineata
- Rhagastis velata

### GenusRhodafra
- Rhodafra marshalli
- Rhodafra opheltes

### GenusSphecodina
- Sphecodina abbottii
- Sphecodina caudata

### GenusSphingonaepiopsis
- Sphingonaepiopsis ansorgei
- Sphingonaepiopsis gorgoniades
- Sphingonaepiopsis kuldjaensis
- Sphingonaepiopsis malgassica
- Sphingonaepiopsis nana
- Sphingonaepiopsis obscurus
- Sphingonaepiopsis pumilio

### GenusStolidoptera
- Stolidoptera cadioui
- Stolidoptera tachasara

### GenusTemnora
- Temnora albilinea
- Temnora angulosa
- Temnora argyropeza
- Temnora atrofasciata
- Temnora avinoffi
- Temnora burdoni
- Temnora camerounensis
- Temnora crenulata
- Temnora curtula
- Temnora dierli
- Temnora elegans
- Temnora elisabethae
- Temnora engis
- Temnora eranga
- Temnora fumosa
- Temnora funebris
- Temnora grandidieri
- Temnora griseata
- Temnora hollandi
- Temnora iapygoides
- Temnora inornatum
- Temnora leighi
- Temnora livida
- Temnora marginata
- Temnora mirabilis
- Temnora murina
- Temnora namaqua
- Temnora natalis
- Temnora nitida
- Temnora ntombi
- Temnora palpalis
- Temnora peckoveri
- Temnora plagiata
- Temnora pseudopylas
- Temnora pylades
- Temnora pylas
- Temnora radiata
- Temnora rattrayi
- Temnora reutlingeri
- Temnora robertsoni
- Temnora sardanus
- Temnora scheveni
- Temnora scitula
- Temnora spiritus
- Temnora stevensi
- Temnora subapicalis
- Temnora swynnertoni
- Temnora trapezoidea
- Temnora turlini
- Temnora wollastoni
- Temnora zantus

### GenusTemnoripais
- Temnoripais lasti

### GenusTheretra
- Theretra radiosa
- Theretra alecto
- Theretra boisduvalii
- Theretra cajus
- Theretra capensis
- Theretra castanea
- Theretra clotho
- Theretra gnoma
- Theretra griseomarginata
- Theretra incarnata
- Theretra indistincta
- Theretra inornata
- Theretra insignis
- Theretra insularis
- Theretra japonica
- Theretra jugurtha
- Theretra latreillii
- Theretra lycetus
- Theretra manilae
- Theretra mansoni
- Theretra margarita
- Theretra molops
- Theretra monteironis
- Theretra muricolor
- Theretra natashae
- Theretra nessus
- Theretra oldenlandiae
- Theretra orpheus
- Theretra pallicosta
- Theretra perkeo
- Theretra polistratus
- Theretra queenslandi
- Theretra radiosa
- Theretra rhesus
- Theretra silhetensis
- Theretra suffusa
- Theretra sugii
- Theretra tessmanni
- Theretra tryoni
- Theretra turneri
- Theretra viridis

### GenusThibetia
- Thibetia niphaphylla

### GenusTinostoma
- Tinostoma smaragditis

### GenusUnzela
- Unzela japix
- Unzela pronoe

### GenusXylophanes
- Xylophanes acrus
- Xylophanes adalia
- Xylophanes aglaor
- Xylophanes amadis
- Xylophanes anubus
- Xylophanes aristor
- Xylophanes belti
- Xylophanes ceratomioides
- Xylophanes chiron
- Xylophanes clarki
- Xylophanes colinae
- Xylophanes columbiana
- Xylophanes cosmius
- Xylophanes crotonis
- Xylophanes cyrene
- Xylophanes damocrita
- Xylophanes depuiseti
- Xylophanes docilis
- Xylophanes dolius
- Xylophanes elara
- Xylophanes epaphus
- Xylophanes eumedon
- Xylophanes falco
- Xylophanes fernandezi
- Xylophanes ferotinus
- Xylophanes fosteri
- Xylophanes fusimacula
- Xylophanes germen
- Xylophanes godmani
- Xylophanes guianensis
- Xylophanes gundlachii
- Xylophanes hannemanni
- Xylophanes haxairei
- Xylophanes hydrata
- Xylophanes indistincta
- Xylophanes irrorata
- Xylophanes isaon
- Xylophanes jamaicensis
- Xylophanes jordani
- Xylophanes josephinae
- Xylophanes juanita
- Xylophanes kaempferi
- Xylophanes katharinae
- Xylophanes kiefferi
- Xylophanes libya
- Xylophanes lichyi
- Xylophanes loelia
- Xylophanes macasensis
- Xylophanes maculator
- Xylophanes marginalis
- Xylophanes media
- Xylophanes meridanus
- Xylophanes mirabilis
- Xylophanes mossi
- Xylophanes mulleri
- Xylophanes nabuchodonosor
- Xylophanes neoptolemus
- Xylophanes norfolki
- Xylophanes obscurus
- Xylophanes ockendeni
- Xylophanes pistacina
- Xylophanes ploetzi
- Xylophanes pluto
- Xylophanes porcus
- Xylophanes pyrrhus
- Xylophanes resta
- Xylophanes rhodina
- Xylophanes rhodocera
- Xylophanes rhodochlora
- Xylophanes rhodotus
- Xylophanes robinsonii
- Xylophanes rothschildi
- Xylophanes rufescens
- Xylophanes sarae
- Xylophanes schausi
- Xylophanes schreiteri
- Xylophanes schwartzi
- Xylophanes staudingeri
- Xylophanes suana
- Xylophanes tersa
- Xylophanes thyelia
- Xylophanes titana
- Xylophanes turbata
- Xylophanes tyndarus
- Xylophanes undata
- Xylophanes xylobotes
- Xylophanes zurcheri

## SmerinthinaeSpecies

### GenusAcanthosphinx
- Acanthosphinx guessfeldti

### GenusAdhemarius
- Adhemarius blanchardorum
- Adhemarius daphne
- Adhemarius dariensis
- Adhemarius dentoni
- Adhemarius donysa
- Adhemarius eurysthenes
- Adhemarius fulvescens
- Adhemarius gagarini
- Adhemarius gannascus
- Adhemarius germanus
- Adhemarius globifer
- Adhemarius palmeri
- Adhemarius sexoculata
- Adhemarius tigrina
- Adhemarius ypsilon

### GenusAfroclanis
- Afroclanis calcareus
- Afroclanis neavi

### GenusAfrosataspes
- Afrosataspes galleyi

### GenusAfrosphinx
- Afrosphinx amabilis

### GenusAgnosia
- Agnosia microta
- Agnosia orneus

### GenusAkbesia
- Akbesia davidi

### GenusAmbulyx
- Ambulyx andangi
- Ambulyx auripennis
- Ambulyx bakeri
- Ambulyx belli
- Ambulyx bima
- Ambulyx canescens
- Ambulyx celebensis
- Ambulyx ceramensis
- Ambulyx charlesi
- Ambulyx clavata
- Ambulyx cyclasticta
- Ambulyx dohertyi
- Ambulyx immaculata
- Ambulyx inouei
- Ambulyx japonica
- Ambulyx johnsoni
- Ambulyx joiceyi
- Ambulyx jordani
- Ambulyx kuangtungensis
- Ambulyx lahora
- Ambulyx lestradei
- Ambulyx liturata
- Ambulyx maculifera
- Ambulyx matti
- Ambulyx meeki
- Ambulyx montana
- Ambulyx moorei
- Ambulyx naessigi
- Ambulyx obliterata
- Ambulyx ochracea
- Ambulyx phalaris
- Ambulyx placida
- Ambulyx pryeri
- Ambulyx psedoclavata
- Ambulyx schauffelbergeri
- Ambulyx schmickae
- Ambulyx semifervens
- Ambulyx semiplacida
- Ambulyx sericeipennis
- Ambulyx sericeipennis okurai
- Ambulyx siamensis
- Ambulyx sinjaevi
- Ambulyx staudingeri
- Ambulyx substrigilis
- Ambulyx suluensis
- Ambulyx tattina
- Ambulyx tenimberi
- Ambulyx tondanoi
- Ambulyx wildei
- Ambulyx wilemani

### GenusAmorpha
- Amorpha juglandis

### GenusAmplypterus
- Amplypterus mansoni
- Amplypterus panopus

### GenusAnambulyx
- Anambulyx elwesi

### GenusAndriasa
- Andriasa contraria
- Andriasa mitchelli

### GenusAvinoffia
- Avinoffia hollandi

### GenusBatocnema
- Batocnema africanus
- Batocnema coquerelii

### GenusCallambulyx
- Callambulyx amanda
- Callambulyx junonia
- Callambulyx kitchingi
- Callambulyx poecilus
- Callambulyx rubricosa
- Callambulyx schintlmeisteri
- Callambulyx tatarinovii

### GenusCeridia
- Ceridia heuglini
- Ceridia mira
- Ceridia nigricans

### GenusChloroclanis
- Chloroclanis virescens

### GenusClanidopsis
- Clanidopsis exusta

### GenusClanis
- Clanis bilineata
- Clanis deucalion
- Clanis euroa
- Clanis hyperion
- Clanis negritensis
- Clanis phalaris
- Clanis pratti
- Clanis schwartzi
- Clanis stenosema
- Clanis surigaoensis
- Clanis titan
- Clanis undulosa

### GenusCoenotes
- Coenotes eremophilae

### GenusCoequosa
- Coequosa australasiae
- Coequosa triangularis

### GenusCompsulyx
- Compsulyx cochereaui

### GenusCraspedortha
- Craspedortha porphyria
- Craspedortha montana

### GenusCypa
- Cypa bouyeri
- Cypa claggi
- Cypa decolor
- Cypa duponti
- Cypa enodis
- Cypa ferruginea
- Cypa kitchingi
- Cypa latericia
- Cypa terranea
- Cypa uniformis

### GenusCypoides
- Cypoides chinensis

### GenusDaphnusa
- Daphnusa ailanti
- Daphnusa ocellaris

### GenusDegmaptera
- Degmaptera mirabilis
- Degmaptera olivacea

### GenusDolbina
- Dolbina elegans
- Dolbina exacta
- Dolbina grisea
- Dolbina inexacta
- Dolbina krikkeni
- Dolbina schnitzleri
- Dolbina tancrei

### GenusFalcatula
- Falcatula cymatodes
- Falcatula falcata
- Falcatula penumbra
- Falcatula tamsi

### GenusGrillotius
- Grillotius bergeri

### GenusGynoeryx
- Gynoeryx bilineatus
- Gynoeryx brevis
- Gynoeryx integer
- Gynoeryx meander
- Gynoeryx paulianii
- Gynoeryx teteforti

### GenusHopliocnema
- Hopliocnema brachycera

### GenusKentrochrysalis
- Kentrochrysalis consimilis
- Kentrochrysalis sieversi
- Kentrochrysalis streckeri

### GenusLangia
- Langia tropicus
- Langia zenzeroides

### GenusLaothoe
- Laothoe amurensis
- Laothoe austanti
- Laothoe philerema
- Laothoe populi

### GenusLeptoclanis
- Leptoclanis pulchra

### GenusLeucophlebia
- Leucophlebia afra
- Leucophlebia emittens
- Leucophlebia lineata
- Leucophlebia neumanni

### GenusLikoma
- Likoma apicalis
- Likoma crenata

### GenusLophostethus
- Lophostethus dumolinii
- Lophostethus negus

### GenusLycosphingia
- Lycosphingia hamatus

### GenusMalgassoclanis
- Malgassoclanis delicatus
- Malgassoclanis suffuscus

### GenusMarumba
- Marumba amboinicus
- Marumba cristata
- Marumba decoratus
- Marumba diehli
- Marumba dyras
- Marumba fenzelii
- Marumba gaschkewitschii
- Marumba indicus
- Marumba jankowskii
- Marumba juvencus
- Marumba maackii
- Marumba nympha
- Marumba poliotis
- Marumba quercus
- Marumba saishiuana
- Marumba spectabilis
- Marumba sperchius
- Marumba tigrina
- Marumba timora

### GenusMicroclanis
- Microclanis erlangeri

### GenusMimas
- Mimas christophi
- Mimas tiliae

### GenusMonarda
- Monarda oryx

### GenusNeoclanis
- Neoclanis basalis

### GenusNeopolyptychus
- Neopolyptychus compar
- Neopolyptychus consimilis
- Neopolyptychus convexus
- Neopolyptychus prionites
- Neopolyptychus pygarga
- Neopolyptychus serrator

### GenusOpistoclanis
- Opistoclanis hawkeri'

### GenusOrecta
- Orecta acuminata
- Orecta fruhstorferi
- Orecta lycidas
- Orecta venedictoffae
- Pachysphinx modesta

### GenusPachysphinx
- Pachysphinx occidentalis

### GenusPaonias
- Paonias astylus
- Paonias excaecata
- Paonias myops
- Paonias wolfei

### GenusParum
- Parum colligata

### GenusPentateucha
- Pentateucha curiosa
- Pentateucha inouei
- Pentateucha stueningi

### GenusPhyllosphingia
- Phyllosphingia dissimilis

### GenusPhylloxiphia
- Phylloxiphia goodii
- Phylloxiphia bicolor
- Phylloxiphia formosa
- Phylloxiphia illustris
- Phylloxiphia karschi
- Phylloxiphia metria
- Phylloxiphia oberthueri
- Phylloxiphia oweni
- Phylloxiphia punctum
- Phylloxiphia vicina

### GenusPlatysphinx
- Platysphinx constrigilis
- Platysphinx dorsti
- Platysphinx phyllis
- Platysphinx piabilis
- Platysphinx stigmatica
- Platysphinx vicaria

### GenusPoliodes
- Poliodes roseicornis

### GenusPolyptychoides
- Polyptychoides digitatus
- Polyptychoides erosus
- Polyptychoides grayii
- Polyptychoides niloticus
- Polyptychoides vuattouxi

### GenusPolyptychopsis
- Polyptychopsis marshalli

### GenusPolyptychus
- Polyptychus affinis
- Polyptychus andosa
- Polyptychus anochus
- Polyptychus aurora
- Polyptychus baltus
- Polyptychus barnsi
- Polyptychus baxteri
- Polyptychus bernardii
- Polyptychus carteri
- Polyptychus chinensis
- Polyptychus coryndoni
- Polyptychus dentatus
- Polyptychus distensus
- Polyptychus enodia
- Polyptychus girardi
- Polyptychus herbuloti
- Polyptychus hollandi
- Polyptychus lapidatus
- Polyptychus murinus
- Polyptychus nigriplaga
- Polyptychus orthographus
- Polyptychus paupercula
- Polyptychus pierrei
- Polyptychus potiendus
- Polyptychus rougeoti
- Polyptychus sinus
- Polyptychus thihongae
- Polyptychus trilineatus
- Polyptychus trisecta

### GenusProtambulyx
- Protambulyx astygonus
- Protambulyx carteri
- Protambulyx euryalus
- Protambulyx eurycles
- Protambulyx goeldii
- Protambulyx ockendeni
- Protambulyx strigilis
- Protambulyx sulphurea

### GenusPseudandriasa
- Pseudandriasa mutata

### GenusPseudoclanis
- Pseudoclanis abyssinicus
- Pseudoclanis admatha
- Pseudoclanis axis
- Pseudoclanis bianchii
- Pseudoclanis biokoensis
- Pseudoclanis boisduvali
- Pseudoclanis canui
- Pseudoclanis diana
- Pseudoclanis evestigata
- Pseudoclanis grandidieri
- Pseudoclanis kenyae
- Pseudoclanis molitor
- Pseudoclanis occidentalis
- Pseudoclanis postica
- Pseudoclanis rhadamistus
- Pseudoclanis tomensis

### GenusPseudopolyptychus
- Pseudopolyptychus foliaceus

### GenusRhadinopasa
- Rhadinopasa hornimani

### GenusRhodambulyx
- Rhodambulyx davidi
- Rhodambulyx schnitzleri

### GenusRhodoprasina
- Rhodoprasina callantha
- Rhodoprasina corolla
- Rhodoprasina corrigenda
- Rhodoprasina floralis
- Rhodoprasina nenulfascia
- Rhodoprasina winbrechlini

### GenusRufoclanis
- Rufoclanis erlangeri
- Rufoclanis fulgurans
- Rufoclanis jansei
- Rufoclanis maccleeryi
- Rufoclanis numosae
- Rufoclanis rosea

### GenusSataspes
- Sataspes cerberus
- Sataspes infernalis
- Sataspes ribbei
- Sataspes scotti
- Sataspes tagalica

### GenusSmerinthulus
- Smerinthulus diehli
- Smerinthulus dohrni
- Smerinthulus perversa
- Smerinthulus quadripunctatus

### GenusSmerinthus
- Smerinthus caecus
- Smerinthus cerisyi
- Smerinthus jamaicensis
- Smerinthus kindermannii
- Smerinthus minor
- Smerinthus ocellata
- Smerinthus planus
- Smerinthus saliceti
- Smerinthus szechuanus
- Smerinthus tokyonis

### GenusSphingulus
- Sphingulus mus

### GenusSynoecha
- Synoecha marmorata

### GenusTetrachroa
- Tetrachroa edwardsi

### GenusTrogolegnum
- Trogolegnum pseudambulyx

### GenusViriclanis
- Viriclanis kingstoni

### GenusXenosphingia
- Xenosphingia jansei

## SubfamilySphinginae

### GenusAcherontia(Death's head moth)
- Acherontia atropos
- Acherontia styx
- Acherontia lachesis

### GenusAdhemarius
- Adhemarius dariensis
- Adhemarius gannascus

### GenusAgrius
- Agrius cingulata (Pink-Spotted Hawkmoth)
- Agrius convolvuli
- Agrius godarti
- Agrius luctifera
- Agrius rothschildi

### GenusAmphimoea
- Amphimoea walkeri

### GenusApocalypsis
- Apocalypsis velox

### GenusCallosphingia
- Callosphingia circe

### GenusCeratomia
- Ceratomia amyntor
- Ceratomia catalpae
- Ceratomia hageni
- Ceratomia hoffmanni
- Ceratomia sonorensis
- Ceratomia undulosa

### GenusCocytius
- Cocytius antaeus
- Cocytius beelzebuth
- Cocytius duponchel
- Cocytius lucifer
- Cocytius mortuorum
- Cocytius vitrinus

### GenusCoelonia
- Coelonia brevis
- Coelonia fulvinotata
- Coelonia solani

### GenusDolba
- Dolba hyloeus

### GenusDolbogene
- Dolbogene hartwegii
- Dolbogene igualana

### GenusDovania
- Dovania neumanni
- Dovania poecila

### GenusEllenbeckia
- Ellenbeckia monospila

### GenusEuryglottis
- Euryglottis albostigmata
- Euryglottis aper
- Euryglottis davidianus
- Euryglottis dognini
- Euryglottis guttiventris
- Euryglottis johannes
- Euryglottis oliver

### GenusHoplistopus
- Hoplistopus butti
- Hoplistopus penricei

### GenusIsoparce
- Isoparce cupressi

### GenusLapara
- Lapara bombycoides
- Lapara coniferarum
- Lapara helicarnie
- Lapara phaeobrachycerous

### GenusLeucomonia
- Leucomonia bethia

### GenusLitosphingia
- Litosphingia corticea

### GenusLomocyma
- Lomocyma oegrapha

### GenusMacropoliana
- Macropoliana afarorum
- Macropoliana asirensis
- Macropoliana ferax
- Macropoliana natalensis
- Macropoliana ohefferani
- Macropoliana scheveni

### GenusManduca
- Manduca afflicta
- Manduca albiplaga
- Manduca albolineata
- Manduca andicola
- Manduca armatipes
- Manduca aztecus
- Manduca barnesi
- Manduca bergarmatipes
- Manduca bergi
- Manduca blackburni
- Manduca boliviana
- Manduca brasilensis
- Manduca brontes
- Manduca brunalba
- Manduca camposi
- Manduca caribbeus
- Manduca chinchilla
- Manduca clarki
- Manduca contracta
- Manduca corallina
- Manduca corumbensis
- Manduca dalica
- Manduca diffissa
- Manduca dilucida
- Manduca empusa
- Manduca extrema
- Manduca feronia
- Manduca florestan
- Manduca fosteri
- Manduca franciscae
- Manduca gueneei
- Manduca hannibal
- Manduca huascara
- Manduca incisa
- Manduca janira
- Manduca jasminearum
- Manduca johanni
- Manduca jordani
- Manduca kuschei
- Manduca lanuginosa
- Manduca lefeburii
- Manduca leucospila
- Manduca lichenea
- Manduca lucetius
- Manduca manducoides
- Manduca morelia
- Manduca mossi
- Manduca muscosa
- Manduca occulta
- Manduca ochus
- Manduca opima
- Manduca pellenia
- Manduca prestoni
- Manduca quinquemaculata
- Manduca reducta
- Manduca rustica
- Manduca schausi
- Manduca scutata
- Manduca sesquiplex
- Manduca sexta
- Manduca stuarti
- Manduca trimacula
- Manduca tucumana
- Manduca undata
- Manduca vestalis
- Manduca violaalba
- Manduca wellingi

### GenusMegacorma
- Megacorma obliqua

### GenusMeganoton
- Meganoton analis
- Meganoton hyloicoides
- Meganoton nyctiphanes
- Meganoton rubescens
- Meganoton yunnanfuana

### GenusNannoparce
- Nannoparce balsa
- Nannoparce poeyi

### GenusNeococytius
- Neococytius cluentius

### GenusNeogene
- Neogene albescens
- Neogene carrerasi
- Neogene corumbensis
- Neogene curitiba
- Neogene dynaeus
- Neogene intermedia
- Neogene pictus
- Neogene reevei
- Neogene steinbachi

### GenusOligographa
- Oligographa juniperi

### GenusPanogena
- Panogena jasmini
- Panogena lingens

### GenusPantophaea
- Pantophaea favillacea
- Pantophaea jordani
- Pantophaea oneili

### GenusParatrea
- Paratrea plebeja

### GenusPoliana
- Poliana albescens
- Poliana buchholzi
- Poliana leucomelas
- Poliana micra
- Poliana wintgensi

### GenusPraedora
- Praedora leucophaea
- Praedora marshalli
- Praedora plagiata

### GenusPseudodolbina
- Pseudodolbina aequalis
- Pseudodolbina fo

### GenusPsilogramma
- Psilogramma increta
- Psilogramma jordana
- Psilogramma menephron
- Psilogramma papuensis
- Psilogramma wannanensis

### GenusSagenosoma
- Sagenosoma elsa

### GenusSphingidites
- Sphingidites weidneri

### GenusSphinx
- Sphinx adumbrata
- Sphinx arthuri
- Sphinx asellus
- Sphinx aurigutta
- Sphinx balsae
- Sphinx biolleyi
- Sphinx caligineus
- Sphinx canadensis
- Sphinx centrosinaria
- Sphinx chersis
- Sphinx chisoya
- Sphinx constricta
- Sphinx crassistriga
- Sphinx dollii
- Sphinx drupiferarum
- Sphinx eremitoides
- Sphinx eremitus
- Sphinx formosana
- Sphinx franckii
- Sphinx geminus
- Sphinx gordius
- Sphinx istar
- Sphinx justiciae
- Sphinx kalmiae
- Sphinx leucophaeata
- Sphinx libocedrus
- Sphinx ligustri
- Sphinx lugens
- Sphinx luscitiosa
- Sphinx maura
- Sphinx maurorum
- Sphinx merops
- Sphinx morio
- Sphinx oberthueri
- Sphinx perelegans
- Sphinx phalerata
- Sphinx pinastri
- Sphinx pitzahuac
- Sphinx poecila
- Sphinx porioni
- Sphinx praelongus
- Sphinx pseudostigmatica
- Sphinx separatus
- Sphinx sequoiae
- Sphinx smithi
- Sphinx tricolor
- Sphinx vashti
- Sphinx xantus

### GenusThamnoecha
- Thamnoecha uniformis

### GenusXanthopan
- Xanthopan morgani